# 硕大凤尾蕨
硕大凤尾蕨（学名：[Pteris majestica] 错误：{{Lang}}：文本有斜体标记（帮助））为凤尾蕨科凤尾蕨属下的一个种。

## 扩展阅读
- 維基物種上的相關：硕大凤尾蕨